# U-262
U-262 — средняя немецкая подводная лодка типа VIIC времён Второй мировой войны.

## История
Заказ на постройку субмарины был отдан 15 августа 1940 года. Лодка была заложена 29 мая 1941 года на верфи Бремен-Вулкан под строительным номером 27, спущена на воду 10 марта 1942 года. Лодка вошла в строй 15 апреля 1942 года под командованием капитан-лейтенанта Гюнтера Шибуша.

### Командиры
- 15 апреля — 26 октября 1942 года Гюнтер Шибуш
- сентябрь — октябрь 1942 года оберлейтенант цур зее Зигфрид Атцингер
- 26 октября 1942 года — 25 января 1944 года капитан-лейтенант Хайнц Франке (кавалер Рыцарского Железного креста)
- 25 января — 24 ноября 1944 года оберлейтенант цур зее Гельмут Видувильт
- 25 ноября 1944 года — 2 апреля 1945 года капитан-лейтенант Карл-Хайнц Лаудан

### Флотилии
- 15 апреля — 30 сентября 1942 года — 5-я флотилия (учебная)
- 1 октября 1942 — 9 ноября 1944 года — 3-я флотилия
- 10 ноября 1944 — 2 апреля 1945 года — 33-я флотилия

### История службы
Лодка совершила 10 боевых походов. Потопила 3 судна суммарным водоизмещением 13 010 брт и один военный корабль водоизмещением 925 тонн. Повреждена во время бомбардировки Готенхафена в декабре 1944 года. Разоружена в Киле 2 апреля 1945 года. Разделана на металл в 1947 году.

### Волчьи стаи
U-262 входила в состав следующих «волчьих стай»:
- Drachen 25 ноября — 7 декабря 1942
- Landknecht 22 — 28 января 1943
- Pfeil 2 — 9 февраля 1943

### Атаки на лодку
- 15 апреля 1943 года лодка была атакована глубинными бомбами и артиллерийским огнём с эскортных кораблей конвоя HX-233. U-262 следовала к острову Принца Эдуарда чтобы подобрать бежавших из лагеря немецких военнопленных (операция «Эльстер»)[1][2], поэтому она оторвалась от конвоя и продолжила выполнение своей задачи. Однако обнаружить бежавших немецких военнопленных не удалось.
- 8 августа 1943 года атаковавшая лодку пара американских самолётов («Эвенджер» и «Уайлдкэт») были сбиты.
- 28 августа 1944 года три члена экипажа были убиты и один ранен во время бомбардировки Ла-Рошели.

Эта лодка была оснащена шноркелем.